# 23213 Ameliachang
23213 Ameliachang este un asteroid din centura principală de asteroizi.

## Descriere
23213 Ameliachang este un asteroid din centura principală de asteroizi. A fost descoperit pe 25 octombrie 2000 la Socorro, New Mexico, în cadrul proiectului LINEAR. Asteroidul prezintă o orbită caracterizată de o semiaxă mare de 2,78 ua, o excentricitate de 0,10 și o înclinație de 4,2° în raport cu ecliptica.